# Комаров Аполлон Петрович
Аполлон Петрович Комаров (15 грудня 1859 — невідома)  — інженер-технолог, вчений, громадський діяч.

## Біографія
Народився 15 грудня 1859 року.
У 1884 році закінчив Санкт-Петербурзький технологічний інститут.
Протягом 1894—1923 років він працював у Харківському технологічному інституті. Там він викладав курси лекцій з проектування механізмів і парових котлів, а також викладав креслення. Також Аполлон Комаров працював завідувачем механічними майстернями у 1896, 1903, 1906—1916 роках та був завідувачем інститутського музею (1903).
Він був скарбником товариства допомоги нужденним студентам Харківського технологічного інституту. Він був екстраординарним професором (1917).
У 1904-1905 роках працював у Томському технологічному інституті.
З 1896 року був членом Південноросійського товариства технологів, а з 1916 року він входив до складу ревізійної комісії товариства. Також Аполлон Комаров був членом Харківського відділення Імператорського Російського технічного товариства, учасником Першого Менделєєвського з'їзду (1907), членом експертної комісії з випробування двигунів внутрішнього згорання при Харківському товаристві сільського господарства (1914).
Він обіймав посаду голови піклувальної ради Художньо-ремісничої навчальної майстерні декоративного живопису Харківського товариства грамотності ім. полковника Бородаєвського у 1903 та у період 1915—1916.
Цивільний чин — статський радник (станом на 1910 рік).
Нагороджений орденами св. Анни 3-го та Станіслава 2-го ступенів.

## Діяльність у Правлінні Харківської громадської бібліотеки
Його громадська діяльність тісно пов'язана з Харківською громадською бібліотекою. З 11 грудня 1894 по 1918 рік обирався членом Правління бібліотеки.
2 квітня 1908 року обраний Головою Правління і працював на цій посаді у 1908-1910 роках.
Аполлон Комаров з числа тих членів Правління, які «віддавали свою працю, працюючи в ній безперервно … багато років» (Д. І. Багалій).
Він завідував господарською частиною бібліотеки, піклувався про збереження бібліотечного фонду. 1895 року брав участь у звірці книжкового фонду першого і другого «розрядів», за результатами якої на 1.10.1896 фонд становив 62 966 примірників книг і журналів.
1899 року в складі Правління брав участь в обговоренні та прийнятті доповнень до статуту — введення нових статусів членів бібліотеки (дійсний, почесний, довічний), про заснування філіальних відділень, книгарні при Бібліотеці.
У 1918 році брав участь в обговоренні проекту нового Статуту Харківської громадської бібліотеки.
Комаров здійснював спостереження за роботою абонемента і книгосховища. Спільно з А. С. Чемпковським завідував кабінетом бібліотекознавства. Завідував розділами каталогу «Математика», «Сільське господарство. Технології».
Встановлював зв'язки з особами та установами Харкова з метою поповнення книжкових фондів бібліотеки шляхом пожертвувань. Переглядав книги, що надсилалися магазинами «Нового часу», Дредера, Йогансона, Ситіна, видавництвом «Книжковий посередник» (Москва) для комплектування фонду.
24 квітня 1900 року його було обрано головою будівельної комісії і він брав безпосередню участь у розробці завдань для архітекторів. Власним коштом їздив вивчати улаштування книгосховищ Московського університету, архіву Міністерства юстиції, інших бібліотек.
Як висококваліфікований фахівець, він склав програму проекту будівництва будівлі бібліотеки та технічні розрахунки книгосховища, розрахував і сконструював металеві конструкції книгосховища, розробив вимоги пожежної безпеки бібліотечного будівлі.
Правління так відзначало діяльність Аполлона Комарова: «Ви багато уваги, праці присвятили на складання різних кошторисів, проектів, креслень. Вам … належить честь і слава зі складання проекту книгосховища. Ви за власні кошти їздили для вивчення книгосховищ бібліотек Москви … Члени [Бібліотеки] висловлюють Вам щиру подяку і побажання бачити Вас у своєму середовищі як дорогого співчлена, якому так близькі інтереси громадської бібліотеки, як високопросвітницького, культурного закладу.» (А. П. Грузінцев).
Книги з автографами Аполлона Комарова зберігаються у фондах науково-технічної бібліотеки Національного технічного університету «Харківський політехнічний інститут».